# Chico Buarque en Español
Chico Buarque en Español é o primeiro e único disco do músico brasileiro Chico Buarque cantado em espanhol. Foi lançado no ano de 1982.
| Críticas profissionais | Críticas profissionais |
| Avaliações da crítica  | Avaliações da crítica  |
| Fonte                  | Avaliação              |
| ---------------------- | ---------------------- |
| AllMusic               | [ 2 ]                  |

## Faixas[3]
1. Que será (O que será - à flor da terra) – (participação: Milton Nascimento)
2. Mar y luna (mar e lua)
3. Geni y el Zepelín (Gení e o Zepelim)
4. Apesar de usted (Apesar de você)
5. Querido Amigo (Meu caro amigo)
6. Construcción (Construção)
7. Te Amo (Eu te amo) – (participação: Telma Costa)
8. Cotidiano (Cotidiano)
9. Acalanto (Acalanto para Helena)
10. Mambembe (Mambembe)